# William Laud
William Laud (Reading, 7 ottobre 1573 – Torre di Londra, 10 gennaio 1645) è stato un arcivescovo anglicano inglese.
Fu Arcivescovo di Canterbury ed un fervente sostenitore del re d'Inghilterra Carlo I; credeva fortemente nel diritto divino reale. Durante la rivoluzione inglese seguì la sorte del suo sovrano e venne decapitato.

## Biografia
Nacque a Reading, in una casa di Broad Street; suo padre, anch'egli di nome William, era un commerciante d'abiti. Studiò grammatica alla Reading School e successivamente al St John's College di Oxford; suo mentore fu John Buckeridge, fervente avversario dei calvinisti: il contatto di Laud con quest'ultimo lasciò in lui un segno indelebile nella sua formazione. Nominato presbitero nel 1601, Laud scalò ben presto i vertici della gerarchia anglicana anche grazie al patrocinio del vescovo di Rochester, che lo introdusse alla corte di re Giacomo I. Laud aveva accese controversie con l'arcivescovo di Canterbury, tuttavia questo non gli impedì di accompagnare il re in un viaggio in Scozia e di diventare poi cappellano di George Villiers duca di Buckingham nel 1622.
Nel 1625 presiedette all'incoronazione di re Carlo I, aprì i lavori del parlamento con un sermone nello stesso anno e in quello seguente, dopo aver ricoperto altri svariati incarichi, divenne arcivescovo di Oxford nel 1633.
Il re teneva in alta considerazione i suoi consigli, tuttavia non erano pochi quelli che notavano come Laud fosse pomposo e puntiglioso ed eccessivamente sensibile alle critiche; tuttavia non perse terreno ed assicurò a diversi amici ottimi posti alla corte. Battezzò il figlio di Carlo I, che sarebbe divenuto a sua volta re d'Inghilterra dopo il periodo repubblicano sotto il Protettorato di Oliver Cromwell e del figlio Richard, Carlo II.
La visione teologica di Laud puntava sulla libera volontà dell'essere umano, che egli reputava molto più importante della predestinazione o meno alla salvezza (posizione che gli derivava dalla sua adesione all'arminianesimo). Laud aveva anche una passione per le cerimonie officiate con una liturgia esteriormente "perfetta", visione questa appoggiata dal re che le vedeva come un mezzo per sottolineare il proprio ruolo di capo della chiesa. Nel corso degli anni autorizzò diverse spedizioni nelle parrocchie perché controllori da lui designati verificassero che non vi fossero irregolarità di condotta o di celebrazione, e combatté tenacemente contro la dottrina puritana che andava diffondendosi; due teologi che avevano scritto contro di lui vennero imprigionati ed uccisi (e furono poi considerati martiri dai puritani).
Il suo tentativo di controllare l'intero corpo della chiesa trovò dura resistenza in Scozia, che si ribellò con le armi in quelle che furono chiamate "Guerre dei Vescovi" nel 1639-1640; questo evento fu la rovina di Laud: prima di chiedere l'arresto del re, il parlamento chiese quello del vescovo, che venne immediatamente tradotto alla Torre di Londra. I puritani di Oliver Cromwell prendevano sempre più potere e il destino di Laud era pressoché segnato. Portato alla torre nel 1641, vi rimase fino al 10 gennaio 1645, giorno in cui fu decapitato con l'accusa di avere praticato la magia nera e il satanismo. La sua esecuzione precedette di quattro anni quella del re Carlo I.
Sepolto nella torre, il suo corpo venne riesumato dopo la restaurazione monarchica e portato al St. John's College di Oxford.

## Opere
- William Laud, Works, in Library of Anglo-Catholic Theology (voll. 7), Oxford 1847-60.

## Genealogia episcopale
La genealogia episcopale è:
- Cardinale Vital du Four
- Arcivescovo John de Stratford
- Vescovo William Edington
- Arcivescovo Simon Sudbury
- Vescovo Thomas Brantingham
- Vescovo Robert Braybrooke
- Arcivescovo Roger Walden
- Vescovo Henry Beaufort
- Cardinale Thomas Bourchier
- Arcivescovo John Morton
- Vescovo Richard Foxe
- Arcivescovo William Warham
- Vescovo John Longland
- Arcivescovo Thomas Cranmer
- Vescovo William Barlow
- Arcivescovo Matthew Parker
- Arcivescovo Edmund Grindal
- Arcivescovo John Whitgift
- Arcivescovo Richard Bancroft
- Arcivescovo George Abbot
- Arcivescovo George Montaigne
- Arcivescovo William Laud